# Stilleven met dode vogels
Stilleven met dode vogels is een schilderij geschilderd door Alexander Adriaenssen. Op het schilderij staan veel vogels die in de 17e eeuw werden gegeten. Op de achtergrond staan twee korhoenders, een mannetje en een vrouwtje. In een korf op het schilderij zit een eend, een spreeuw en een ijsvogel. In een andere korf ligt een eend en een haan. Op de rand van de tafel in het midden hangen twee patrijzen, een Vlaamse gaai, een groene specht en enkele zangvogels.
Het schilderij was een van de twee schilderijen die was gemaakt door Alexander Adriaenssen en in bezit was van Peter Paul Rubens.

## Bron
- Rubenshuis, de Hoogtepunten (brochure van de tour door het Rubenshuis)